# Mitridates I del Pont
Mitridates I del Pont o també Mitridates III, (grec antic: Mιθριδάτης Kτίστης, Mithridátēs Ktístēs, Mitridates el Fundador) va ser rei del Pont, el primer que no era sàtrapa sinó rei. Era fill de Mitridates II al que va succeir cap a l'any 302 o 301 aC. Formava part de la dinastia Mitridàtica.
Va ampliar el seu territori fent adquisicions a Capadòcia i Paflagònia, segons Diodor de Sicília, però no se sap si era per cessions dels governants selèucides o per conquesta. El 281 aC va concertar una aliança amb Heraclea del Pont en contra de Seleuc I Nicàtor, segons l'historiador Memnó. Un temps després va contractar els serveis de mercenaris gàlates, amb els quals va derrotar una força militar enviada contra ell per Ptolemeu II Filadelf, diu Esteve de Bizanci.
No es coneixen més fets de la seva vida. Va morir vers el 266 o 265 aC i el va succeir el seu fill Ariobarzanes.